# پاناسونیک لومیکس دی‌ام‌سی-اف‌زد۳۰
پاناسونیک لومیکس دی‌ام‌سی-اف‌زد۳۰ (به انگلیسی: Panasonic Lumix DMC-FZ30) یک دوربین عکاسی ساخت شرکت پاناسونیک است.